# Краюхи
 Краюхи  — опустевшая деревня в Кирово-Чепецком районе Кировской области в составе Мокрецовского сельского поселения.

## География
Расположена на расстоянии менее 2 км на юго-запад по прямой от центра поселения села Каринка.

## История
Известна с 1678 года как «Починок за речкою Каринкой» с 2 дворами, в 1764 уже деревня Краюхинская с 46 жителями. В 1873 году здесь дворов 8 и жителей 69, в 1905 13 и 90, в 1926 (уже Краюхи) 15 и 98, в 1950 14 и 49, в 1989 постоянных жителей уже не учтено. Территория деревни используется под огороды. Настоящее название утвердилось с 1939 года . По состоянию на 2020 год деревня опустела. Территория используется под огороды.

## Население
Постоянное население не было учтено как в 2002 году, так и в 2010.